# L'Antichambre de l'enfer
Série Brivido giallo
L'Auberge de la vengeance
(1988)
Pour plus de détails, voir Fiche technique et Distribution.
L'Antichambre de l'enfer (Una notte al cimitero) est un téléfilm d'épouvante fantastique italien réalisé par Lamberto Bava et projeté pour la première fois au Festival du film de Sitges, en Espagne, en octobre 1987. Lamberto Bava a présenté le film lui-même, en expliquant au public qu'il n'était pas destiné à être diffusé en salles. Le film a été hué en chœur par le public.
Il a ensuite été diffusé pour la première fois en France dans Les Accords du Diable le 12 décembre 1988sur La Cinq. Puis en Italie, le 8 août 1989 dans la collection Brivido Giallo sur Italia 1.

## Synopsis
Cinq jeunes gens, après avoir commis un vol à l'étalage dans un supermarché, s'échappent dans une camionnette et finissent par se réfugier dans un endroit lugubre près de ruines. Ils s'aperçoivent rapidement qu'il y a une auberge à proximité et décident d'y faire une halte. Là, ils remarquent dans un coin une sphère en verre avec de l'argent, des bijoux et divers objets de valeur, et le gérant leur raconte une histoire étrange : ce trésor serait un prix pour quiconque parviendrait à passer une nuit dans un lieu maudit.
Il y a en fait des catacombes sous l'auberge, et les garçons décident de relever le défi, même s'il est bien connu que personne n'est jamais revenu de ce lieu sombre. Dans la crypte, des événements macabres se produisent : des morts sortent de leur cercueil, et des monstres de toutes sortes surgissent d'on ne sait où. Terrifiés, les garçons tentent de retrouver leur chemin, mais se perdent dans les méandres des labyrinthes de la crypte, peinant à en sortir indemnes. Une fois sortis de la crypte, alors que les garçons profitent de leur récompense, l'aubergiste s'approche d'eux en leur révélant sa véritable identité, à savoir la Mort, mais l'un d'eux parvient à la « tuer ». Une fois à l'air libre avec les objets précieux de la récompense, les garçons sont arrêtés par les carabiniers qui étaient sur leur trace. Ils leur ordonnent de leur remettre le prix, convaincus qu'il s'agit du butin d'un braquage.

## Fiche technique
- Titre français : L'Antichambre de l'enfer[3],[4]
- Titre original italien : Una notte al cimitero[5],[6] ou Una notte nel cimitero ou Dentro il cimitero[7]
- Réalisateur : Lamberto Bava
- Scénario : Lamberto Bava, Dardano Sacchetti
- Photographie : Gianlorenzo Battaglia
- Montage : Mauro Bonanni (it)
- Musique : Simon Boswell, Mario Tagliaferri
- Effets spéciaux : Angelo Mattei
- Décors : Antonello Geleng
- Costumes : Valentina Di Palma
- Maquillage : Fabrizio Sforza
- Production : Massimo Manasse, Marco Grillo Spina
- Société de production : Dania Film, Reteitalia, Devon Film
- Pays de production :  Italie
- Langue originale : italien
- Format : Couleur - 1,66:1
- Durée : 90 minutes
- Genre : Film d'épouvante fantastique
- Date de sortie :
  - Espagne : octobre 1987 (Festival international du film fantastique de Catalogne)
  - France : 12 décembre 1988 (La Cinq)[3]
  - Italie : 8 août 1989 (Italia 1)
- Interdit aux moins de 12 ans

## Distribution
- Gregory Lech Thaddeus : Robin
- Lea Martino : Tina
- Beatrice Ring : Micky
- Gianmarco Tognazzi (it) : Gianni
- Karl Zinny (it) : David
- Lino Salemme : propriétaire de la taverne
- Giampaolo Saccarola (it) : homme de la taverne
- Mirella Pedetti : employée de magasin
- Lamberto Bava : gérant du magasin

## Production
À la suite du succès du film Démons et Démons 2 et d'autres films d'épouvante étrangers en Italie, la société Reteitalia annonce en juillet 1986 la création d'une série intitulée Brivido giallo qui comprendra cinq films réalisés pour la télévision par Lamberto Bava : L'Antichambre de l'enfer, L'Auberge de la vengeance, La Maison de l'ogre et Le Château de Yurek.
L'Antichambre de l'enfer a été développé à l'origine sous le titre Dentro il cimitero (litt. « À l'intérieur du cimetière »). Bava a décrit le film comme étant moins dramatique que ses films Démons et comme ayant une approche plus « détendue » et « pince-sans-rire ». Le film se déroule dans la campagne autour de Bolsena dans la province de Viterbe.

### Clins d'œil
Pendant le générique de début, on peut voir le crâne de l'affiche d'Inferno (1980) de Dario Argento, de Métal hurlant (1981) d'Ivan Reitman, la couverture de l'album British Steel (1980) de Judas Priest, ainsi que d'autres références de films ou de personnages.
Dans une scène à l'intérieur de l'auberge, alors que le serveur débarrasse la vaisselle, on peut voir un téléviseur allumé qui diffuse le film Démons 2 réalisé par Lamberto Bava lui-même.